# 周旬
周旬（1959年10月—），男，汉族，重庆巴南人，中华人民共和国政治人物，现任重庆市人大常委会副主任，第十三届全国政协委员，中共十九大代表。